# Martinez (Kalifornien)
Martinez ist eine Stadt im Contra Costa County im US-Bundesstaat Kalifornien, Vereinigte Staaten. Das U.S. Census Bureau hat bei der Volkszählung 2020 eine Einwohnerzahl von 37.287 ermittelt. Martinez ist Sitz der County-Verwaltung. Das Stadtgebiet hat eine Größe von 34,8 km².
Die Stadt liegt am Südufer der Suisun Bay und der Carquinez-Straße.

## Geschichte
Martinez geht zurück auf das Rancho El Pinole, das 1942 durch den mexikanischen Gouverneur Juan Bautista Alvarado an Ygnacio Martínez vergeben wurde. Martínez war ein ehemaliger Soldat, zeitweilig Kommandant des Presidio von San Francisco und im Geschäftsjahr 1837/38 Bürgermeister von Mission San Francisco de Asís, dem späteren San Francisco. Seit 1846 war Kalifornien amerikanisch und seit 1847 gab es eine Fähre vom Rancho über die Carquinez-Straße nach Benicia, wodurch Verkehrswege im späteren Stadtgebiet zusammen liefen.
Die Siedlung wurde 1849 amtlich vermessen und bekam den Namen Martinez, nach dem Gründer des Rancho. Sie wurde 1850 Sitz der County-Verwaltung, konnte aber noch nicht als Gebietskörperschaft inkorporiert werden, weil sie die nötige Schwelle von 200 amerikanischen Staatsbürgern noch nicht erreichte. Diese Anerkennung und Eintragung als city fand erst 1876 statt.
Der in Schottland geborene Naturkundler, Naturphilosoph und Naturschützer John Muir zog 1880 nach Martinez, weil er Louie Strenzel, die Tochter des örtlichen Arztes John Strentzel heiratete. Muir blieb bis zu seinem Tod am 24. Dezember 1914. Das von John Strenzel erbaute Wohnhaus der Familie, in dem ein großer Teil von Muirs Schriften entstand, ist seit 1964 als John Muir National Historic Site ausgewiesen.

## Wirtschaft
Seit 1904 gibt es im Stadtgebiet von Martinez sowie teilweise auf angrenzendem gemeindefreiem Gebiet Erdölraffinerien und andere ölverarbeitende Betriebe, die noch heute einen Teil der Wirtschaft der Region ausmachen. Stand 2019 sind zwei Raffinerien in Betrieb, eine im Besitz von Marathon Petroleum, die andere von Royal Dutch Shell. Weitere bedeutende Arbeitgeber sind die County-Verwaltung, der Schuldistrikt sowie je eine Klinik von Kaiser Permanente und der Veterans Health Administration, letztere ist nur Veteranen der US-Streitkräfte zugänglich.
Die Bevölkerung von Martinez verfügt über ein deutlich höheres Einkommen als im Durchschnitt des Contra Costa County, das wiederum weit über dem Durchschnitt Kaliforniens liegt: Nach dem US Census 2010 lag das Median-Einkommen in Martinez bei $98,102, im Contra Costa County bei $88,456 und in ganz Kalifornien bei $67,169. Auch mit 5,6 % der Bevölkerung unter der Armutsschwelle ist Martinez eine weit überdurchschnittlich wohlhabende Stadt.

## Verkehr
Martinez ist über die drei Benicia-Martinez-Brücken über die Carquinez-Straße ein bedeutender Verkehrsknotenpunkt in der nordöstlichen Bay Area. Auf ihnen verlaufen die Interstate 680 und eine Bahnlinie der Union Pacific Railroad.
Die wichtigste Nord-Süd-Verbindung ist der Interstate 680-Highway; in Ost-West-Richtung wird Martinez durch die California State Route 4 erschlossen, die in diesem Abschnitt den Beinamen John Muir Parkway trägt.
Martinez verfügt über einen Bahnhof mit Personenverkehr im Amtrak-Netz mit Verbindungen nach Oakland, Sacramento, San Jose und im Fernverkehr bis Chicago, Los Angeles und Seattle. Die 1995 eröffnete BART-Station North Concord/Martinez ist zwar nach der Stadt benannt, liegt aber in Concord und damit mehr als sechs Kilometer außerhalb von Martinez. 2007 wurde zum 50. Jubiläum der BART ein langfristiger Erweiterungsplan für das Netz vorgeschlagen, der auch eine Nord-Süd-Linie östlich des bisherigen Netzes vorschlug. Dieser Plan sah eine Verbindung nach Martinez vor. Es gibt aber keine Unterstützung für eine tatsächliche Umsetzung (Stand 2019).

## Söhne und Töchter der Stadt
- Joe DiMaggio (1914–1999), Baseballspieler
- Frank Edwin McGraw Jr. (1944–2004), Baseballspieler
- Eddie Hart (* 1949), Sprinter und Olympiasieger
- Victor Salva (* 1958), Regisseur
- Rosie Gaines (* 1960), Sängerin
- Najee Harris (* 1998), American-Football-Spieler